# Ronny Bello
Ronny Andrés Bello Mendívil (Cartagena, Bolívar, Colombia; 8 de mayo de 1991) es un futbolista colombiano. Juega de Defensa central y actualmente milita en el Olancho Fútbol Club de la Liga de Ascenso de Honduras.

## Clubes
| Club               | País      | Año         |
| ------------------ | --------- | ----------- |
| Santa Fe           | Colombia  | 2008 - 2009 |
| Real Cartagena     | Colombia  | 2010 - 2012 |
| Talleres de Perico | Argentina | 2012 - 2013 |
| Walter Ferretti    | Nicaragua | 2014 - 2015 |
| Managua FC         | Nicaragua | 2015 - 2016 |
| Olancho FC         | Honduras  | 2016 - 2018 |

## Palmarés

### Campeonatos nacionales
| Título                        | Club            | País      | Año             |
| ----------------------------- | --------------- | --------- | --------------- |
| Copa Colombia                 | Santa Fe        | Colombia  | 2009            |
| Primera División de Nicaragua | Walter Ferretti | Nicaragua | 2014 (Apertura) |